# Liste de points extrêmes de la Hongrie
Voici une liste de points extrêmes de la Hongrie.

## Latitude et longitude
| \| Füzér Beremend Garbolc Felsőszölnök Kékes \| Localisation des points extrêmes de la Hongrie |
| Füzér Beremend Garbolc Felsőszölnök Kékes                                                      |

- Nord : Füzér, dans le comitat de Borsod-Abaúj-Zemplén
- Sud : Beremend, dans le comitat de Baranya
- Ouest : Felsőszölnök, dans le comitat de Vas
- Est : Garbolc, dans le comitat de Szabolcs-Szatmár-Bereg

## Altitude
- Maximale : le Kékes, dans la chaîne des monts Mátra, 1 014 m.
- Minimale : sur le cours de la Tisza, à la frontière avec la Serbie, 78 m.